# Мохаммед Іхаттарен
Мохаммед Іхаттарен (нід. Mohamed Ihattaren, нар. 12 лютого 2002, Утрехт) — нідерландський футболіст марокканського походження, півзахисник клубу «Аякс», за який виступає на правах оренди.
Виступав за юнацькі збірні Нідерландів.

## Клубна кар'єра
Народився 12 лютого 2002 року в нідерландському Утрехті . Вихованець юнацької команди «Гаутен», з якої 2010 року був запрошений до академії ПСВ.
У дорослому футболі дебютував 2019 року виступами за головну команду ПСВ, в якій провів два з половиною сезони, взявши участь у 56 матчах Ередивізі. Попри юний вік отримував досить багато ігрового часу.
Влітку 2021 року за 1,8 мільйона євро перейшов до італійського «Ювентуса», який відразу ж віддав гравця в оренду до «Сампдорії», однак футболіст не зміг закріпитись в складі цієї команди.
В січні 2022 року Мохаммед Іхаттарен відправився в оренду до амстердамського «Аяксу».

## Виступи за збірні
2017 року дебютував у складі юнацької збірної Нідерландів (U-15), загалом на юнацькому рівні взяв участь у 30 іграх, відзначившись 7 забитими голами.

## Титули і досягнення
- Чемпіон Нідерландів (1):

«Аякс»: 2021-22
Збірні
- Чемпіон Європи (U-17): 2018

## Статистика виступів

### Статистика клубних виступів
| Сезон             | Команда           | Чемпіонат         | Чемпіонат | Чемпіонат | Національний кубок | Національний кубок | Національний кубок | Континентальні кубки | Континентальні кубки | Континентальні кубки | Інші змагання | Інші змагання | Інші змагання | Усього | Усього | Усього |
| Сезон             | Команда           | Ліга              | Ігор      | Голів     | Ліга               | Ігор               | Голів              | Ліга                 | Ігор                 | Голів                | Ліга          | Ігор          | Голів         | Ігор   | Голів  |        |
| ----------------- | ----------------- | ----------------- | --------- | --------- | ------------------ | ------------------ | ------------------ | -------------------- | -------------------- | -------------------- | ------------- | ------------- | ------------- | ------ | ------ | ------ |
| 2018–19           | ПСВ               | ЕД                | 12        | 0         | КН                 | 0                  | 0                  | ЛЧ                   | -                    | -                    |               | -             | -             | 12     | 0      |        |
| 2019–20           | ПСВ               | ЕД                | 22        | 3         | КН                 | 2                  | 1                  | ЛЄ                   | 9                    | 3                    |               | -             | -             | 33     | 7      |        |
| 2020–21           | ПСВ               | ЕД                | 22        | 3         | КН                 | 3                  | 0                  | ЛЄ                   | 4                    | 0                    |               | -             | -             | 29     | 3      |        |
| Усього за ПСВ     | Усього за ПСВ     | Усього за ПСВ     | 56        | 6         |                    | 5                  | 1                  |                      | 13                   | 3                    |               | -             | -             | 74     | 10     |        |
| 2021–22           | «Сампдорія»       | A                 | 0         | 0         | КІ                 | 0                  | 0                  | -                    | -                    | -                    | -             | -             | -             | 0      | 0      |        |
| Усього за кар'єру | Усього за кар'єру | Усього за кар'єру | 56        | 6         |                    | 5                  | 1                  |                      | 13                   | 3                    |               | -             | -             | 74     | 10     |        |